# Web Map Service
Per Web Map Service (WMS) si intende una specifica tecnica definita dall'OGC, che produce dinamicamente mappe di dati spazialmente riferiti a partire da informazioni geografiche. Questo standard internazionale definisce una "mappa" come rappresentazione di informazioni geografiche restituendo un'immagine digitale idonea ad essere visualizzata su browser web.
Generalmente le mappe prodotte da un servizio WMS sono rese in un formato immagine quale PNG, GIF o JPEG, e solo occasionalmente come elementi vettoriali in formato Scalable Vector Graphics (SVG) o Web Computer Graphics Metafile (WebCGM). Altre specifiche tecniche definite dall'OGC, al contrario, restituiscono altri tipi di dato: ad esempio il Web Feature Service (WFS) restituisce dati vettoriali, e il Web Coverage Service (WCS) restituisce dati raster.
Lo standard WMS definisce tre operazioni:
1. restituisce metadati a livello di servizio;
2. restituisce una mappa dai parametri geografici e dimensionali definiti;
3. restituisce informazioni sugli oggetti della cartografia visualizzata (opzionale).

Le operazioni del Web Map Service vengono invocate usando un client che supporti il protocollo HTTP, in forma di Uniform Resource Locators (URL). Il contenuto della URL dipende dalle operazioni richieste. In particolare, nel richiedere una mappa la URL indica quali informazioni devono essere visualizzate sulla mappa, quale porzione della Terra deve essere rappresentata, il sistema di coordinate desiderato, il formato e le dimensioni dell'immagine di output.

Qualora due o più mappe siano prodotte con gli stessi parametri geografici e di dimensione dell'immagine, i risultati possono essere sovrapposti per produrre una mappa composita. L'uso di formati che supportano la trasparenza (GIF o PNG per esempio) permette di visualizzare le parti di mappa sottostanti; inoltre si possono richiedere mappe diverse a differenti server. In questa maniera il Web Map Service abilita la creazione di una rete di server cartografici che l'utente può utilizzare per costruire mappe personalizzate.
Generalmente un Web Map Service non è invocato direttamente; vengono utilizzate applicazioni client che forniscono all'utente controlli interattivi. Queste applicazioni client possono anche non essere web-based.
La specifica WMS è diventata standard ISO19128 nel 2005.